# سو جو پارک
سو جو پارک (متولد پارک سوجو؛ ۲۶ مارس ۱۹۸۶) یک مدل مد و موسیقیدان آمریکایی است. او اولین زن آسیایی-آمریکایی بود که سخنگوی لورئال شد. او همچنین به دلیل همکاری با شنل شناخته شده‌است و سفیر جهانی این برند است.
پارک در سئول، کره جنوبی به دنیا آمد و در ده سالگی به آناهیم، کالیفرنیا نقل مکان کرد. او از دانشگاه کالیفرنیا، برکلی با مدرک معماری فارغ‌التحصیل شد. پس از فارغ‌التحصیلی، او به سانفرانسیسکو نقل مکان کرد.

## فیلم‌شناسی
| سال       | عنوان | نقش   | یادداشت |
| --------- | ----- | ----- | ------- |
| ۲۰۱۷–۲۰۱۸ | حس ۸  | سوترا | ۲ قسمت  |

| سال  | عنوان  | هنرمند         | نقش |
| ---- | ------ | -------------- | --- |
| ۲۰۲۱ | صفرها  | میل            |     |
| ۲۰۲۱ | هاینیم | Desire ft. اتر |     |